# Staplerfahrer Klaus – Der erste Arbeitstag
Staplerfahrer Klaus – Der erste Arbeitstag ist ein im Jahr 2000 entstandener Kurzfilm über den ersten Arbeitstag des Gabelstaplerfahrers Klaus Bassek. Der Film ist eine Parodie auf den berufsgenossenschaftlichen Lehrfilm über Arbeitssicherheit und Unfallverhütungsvorschriften. Drehbuch und Regie des knapp zehn Minuten langen Splatterfilmes stammen von Stefan Prehn und Jörg Wagner, den Staplerfahrer Klaus stellt der Schauspieler Konstantin Graudus dar. Der Film wurde auf einem Firmengelände in Buchholz in der Nordheide gedreht. Dabei wurde den Besitzern des Hochregallagers von Prehn und Wagner zunächst vorgegaukelt, es solle wirklich ein Sicherheitslehrfilm gedreht werden; auch der Hauptdarsteller wurde über die wirkliche Art seiner Rolle zunächst im Unklaren gelassen.

## Inhalt
Der Film ist im Stil eines berufsgenossenschaftlichen Lehrfilms der frühen 1980er-Jahre gehalten und schildert anschaulich den unkorrekten Umgang mit einem Gabelstapler. Dabei kommentiert Egon Hoegen, insbesondere bekannt aus den seriösen Verkehrssicherheitssendungen Der 7. Sinn, als Sprecher aus dem Off.
Hauptfigur ist Klaus, frischer Inhaber eines neuen Gabelstaplerscheins, der an seinem ersten Arbeitstag viele Fehler macht, was zu zahlreichen Unfällen führt.
Während im klassischen Lehrfilm Verletzungen nur angedeutet werden, bedient sich der Film neben der Dramaturgie und Irrationalität eines Slapstickfilms auch der eines blutigen Splatterfilms: Arme werden abgetrennt, Köpfe abgesägt und Menschen auf Gabelzinken aufgespießt. Obwohl auch tödliche Verletzungen gezeigt werden, sind alle Betroffenen – außer Gabelstaplerfahrer Klaus, dem der Kopf abgetrennt wird, und einem Lagerarbeiter, der durch eine Kettensäge zerteilt wird, – noch bei vollem Bewusstsein.
Am Ende fährt der Gabelstapler mit kopflosem Klaus und aufgespießten Lagerarbeitern, gefolgt von der hinterherfahrenden Kettensäge, dem Sonnenuntergang entgegen.

## Rezeption
Der Film erlangte schnell Kultstatus. Er wurde mit zahlreichen Preisen ausgezeichnet und lief 2001 als Wettbewerbsbeitrag auf den Filmfestspielen in Cannes. Seit 2003 ist er in einer digital aufgearbeiteten Fassung als DVD mit Bonusmaterial erhältlich. Die Produktion ist unter anderem von der Filmstiftung NRW gefördert worden.
In der Ausbildung zum sicheren Umgang mit Gabelstaplern wird der Kurzfilm oft zur Auflockerung des Unterrichts gezeigt. Die DEKRA-Akademie hat 2005 auf Anfrage einer Fernsehredaktion darauf hingewiesen, dass der Film nicht Bestandteil der Ausbildung sei.
Der Film wird auch in einer Spielszene, die von der Ausbildung von Gabelstaplerfahrern handelt, in dem deutschen Spielfilm In den Gängen von 2018 verwendet.

## Fortsetzungen und inspirierte Projekte
Die Rückkehr der Gabelstaplerfahrer von Jochen Taubert aus dem Jahr 2013 wird als Fortsetzung von Staplerfahrer Klaus beworben, ist jedoch lediglich ein Film mit ähnlicher Thematik und erhielt schlechte Kritiken. 
2004 produzierte Frank Kirsten den 9-minütigen Kurzfilm Friseuse Claudia – Ein Unfallverhütungsfilm, 2007 produzierte das Montabaurer  Unternehmen MEBEDO den knapp 15-minütigen Kurzfilm Elektriker Horst – Die 5 Sicherheitsregeln, im Dezember 2023 wurde eine zensierte um 1 Minute und 25 Sekunden geschnittene Version auf YouTube veröffentlicht, und im September 2024 eine knapp 11- minütige ganz neue nahezu gewaltfreie Version von Elektriker Horst. Friseuse Claudia und Elektriker Horst sind von Staplerfahrer Klaus inspiriert und auf YouTube abrufbar.